# Kloster Hugshofen

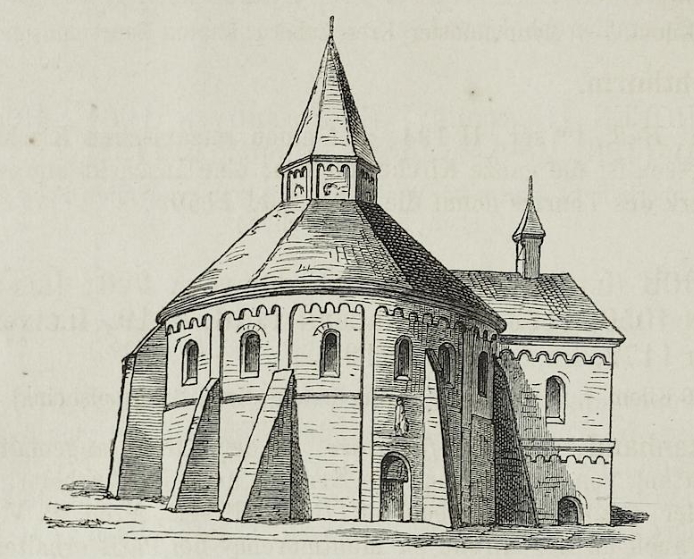
Klosterkirche Hugshofen

Kloster Hugshofen (französisch Honcourt) war eine Benediktinerabtei bei Saint-Martin im unterelsässischen Weilertal bei Schlettstadt (heute Sélestat, Frankreich), die während der Reformation aufgelöst wurde.

## Geschichte
Das Kloster soll im Jahr 1000 durch Werner von Ortenberg und dessen Ehefrau Himiltrud, den ältesten überlieferten Mitgliedern der Familie von Hirrlingen, gegründet worden sein. Nichts erfährt man aus den der Gründung folgenden Jahrzehnten über die Benediktinergemeinschaft in Hugshofen. Erst zum Jahr 1061 treten das Kloster und die Stifterfamilie wieder in Erscheinung. Folmar (von Hirrlingen), der Sohn Werners und der Himiltrud, übergab zusammen mit seiner Ehefrau Heilicha das Kloster der Straßburger Domkirche unter Bischof Hermann. Hugshofen wurde damit ein Eigenkloster der Straßburger Bischöfe.
Über die Verbindungen der Hirrlinger, der Hugshofener Klostervögte, mit der Mönchsgemeinschaft Sankt Georgen im Schwarzwald – Ulrich (I.) von Hirrlingen († 1123) hatte die Witwe des 1094 verstorbenen St. Georgener Klostervogts Hermann geheiratet – nahm Hugshofen kurz oder um das Jahr 1110 an der St. Georgener Klosterreform teil und wurde von Abt Theoger von Sankt Georgen reformiert, mit Konrad wurde ein Reformabt vom Kloster Hirsau eingesetzt.
Das erste Papstprivileg, das des Papstes Calixt II., ist eine Bestätigung der Güter und Rechte des Klosters. Die auf die Jahre 1122–1124 zu datierende Urkunde wurde auf Veranlassung der lothringischen Gräfin Adelheid, einer Verwandten der Hirrlinger, aufgesetzt und bestimmte neben anderem die Exemtion des Klosters von der Gewalt des Straßburger Bischofs. Diese Bestimmung, ergänzt um den Schutz des engeren Klostergebietes vor aller bischöflichen und weltlich-vogteilichen Einflussnahme, ist indes so außergewöhnlich, dass das Papstprivileg nur eine Fälschung, und zwar des 13. Jahrhunderts, sein kann. Dies wird ersichtlich, wenn man das Calixt-Privileg mit den Inhalten einer Urkunde des Papstes Innozenz II. vom 10. Juni 1135 vergleicht. Hier wird Hugshofen lediglich dem päpstlichen Schutz unterstellt vermittels der libertas Romana, der „römischen Freiheit“, wie man sie auch vom Kloster Sankt Georgen her kennt. Der Text der echten Innozenz-Urkunde gibt damit den richtigen verfassungsmäßigen Status der elsässischen Abtei wieder, lediglich bei der im Privileg aufgeführten Besitzliste ist es später zu Rasuren und Manipulationen gekommen. Derselbe Fälscher, der die Calixt-Urkunde niederschrieb, stellte auch die angebliche Kaiserurkunde des deutschen Herrschers Friedrich I. Barbarossa vom 24. Oktober 1162 her.
Eine an das Kloster Hugshofen auf 1140/52 zu datierende Güterschenkung der Judinta, der Ehefrau Graf Albrechts II. von Habsburg (1096–1140), macht wahrscheinlich, dass Judinta eine Schwester Ulrichs (II.) von Hirrlingen († 1152) gewesen war und Ulrich der Hugshofener Klostervogt. Die Stifterfamilie und ihre Erben konnten sich als Vögte aber auf Dauer nicht behaupten. Spätestens um 1200 hatten die Grafen von Hohenberg die Vogtei über das Kloster neben anderen ehemals hirrlingischen Positionen inne. Zudem war die Mönchsgemeinschaft im 12. Jahrhundert ein benediktinisches Reformkloster, das spätestens 1135 mit der „römischen Freiheit“ begabt worden war. Damit zusammenhängend versuchte die Kommunität, die ja auch bischöfliches Eigenkloster war, den Einfluss von Bischof und Vogt einzuschränken. Die beiden gefälschten Urkunden des 13. Jahrhunderts zeigen, dass das Problem der Beziehungen zwischen Kloster, Bischof und Vogt damals noch virulent war. Vielleicht hängen die Urkundenfälschungen mit dem Übergang der Klostervogtei an die Grafen von Habsburg um 1258 zusammen. Hugshofen geriet jedenfalls in den Sog der habsburgischen Landesherrschaft. Im 15. und 16. Jahrhundert mehrfach verwüstet, wurde die Benediktinerabtei im Zeitalter der Reformation aufgelöst. Bis 1782 stand immerhin noch die („merkwürdige“) Klosterkirche, ein romanischer Zentralbau, ein Rundbau mit angeschlossenem rechteckigen Chor, kegelförmigem Dach und polygonem Oberbau.
1237 verkaufte die Abtei Hugshofen den nordwestlich von Worms gelegenen Fernbesitz in dem Ort Ober-Flörsheim an die Deutschordensballei Hessen zu Marburg. Es handelte sich um einen Pfarrhof mit Kirchsatz und einen Fronhof mit Ländereien, welche für 850 Mark Silber den Besitzer wechselten. Daraus entstand die erst 1797 aufgelöste Deutschordenskommende Ober-Flörsheim.

## Äbte
- Paul Volz, * 1480 in Offenburg, Schüler und Chronist des Klosters Schuttern, Abt des Klosters Hugshofen bis 1526, Humanist; † 1544 in Straßburg.